# フランセス・マグネス
フランセス・マグネス（Frances Magnes, 1919年4月27日 - 2010年3月24日）は、アメリカ出身のヴァイオリン奏者。

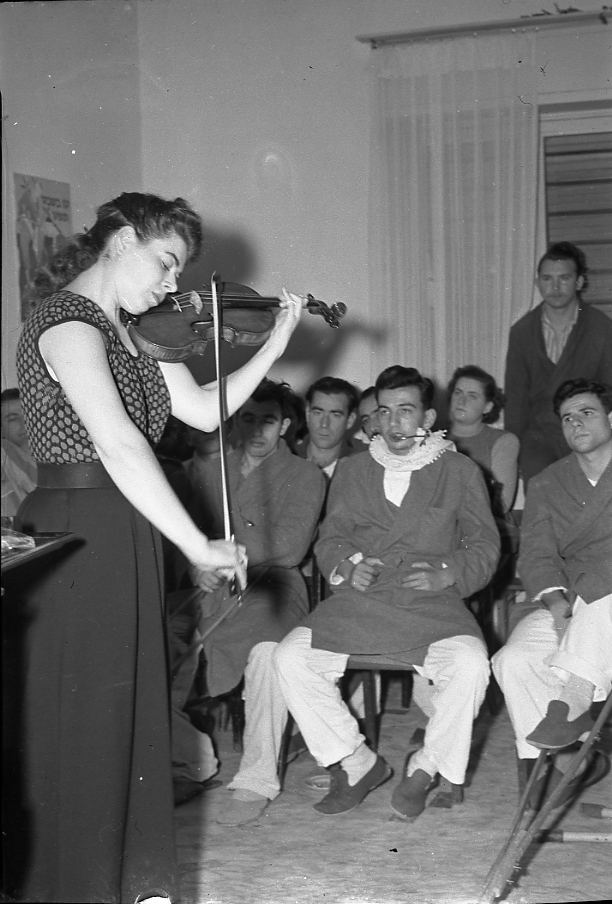
フランセス・マグネス, 1949

クリーヴランドにフランセス・シャピロ(Frances Shapiro)として生まれる。6歳より祖父のヘルマン・ローゼンにヴァイオリンを学ぶ。14歳でアルトゥール・ロジンスキの指揮するクリーヴランド管弦楽団と共演してデビューを飾った。1945年からアドルフ・ブッシュの率いる、彼の名前を冠した室内管弦楽団に入り、同室内管弦楽団のアメリカ・ツアーではソリストを務めた。1946年にカーネギーホールでリサイタルを開いてから、アメリカ、カナダ、南アメリカ、イスラエル等に演奏旅行に出かけ、ヴァイオリン奏者としての地歩を固めた。1949年にはシュテファン・ヴォルペのヴァイオリン・ソナタ、1950年にはティボール・シェルイのヴァイオリン・ソナタをそれぞれ初演している。またエルンスト・フォン・ドホナーニからヴァイオリン協奏曲第2番を献呈されている。1960年代はウェストチェスター交響楽団のコンサートマスターを務め、その後ニューヨーク州スカースデールのホフ・ベテルソン音楽学校で長く教鞭を執った。
ニュージャージー州マディソンにて没。